# Smyrnowe
Smyrnowe (ukrainisch Смирнове; russisch Смирново Smirnowo) ist ein Dorf im Süden der ukrainischen Oblast Saporischschja mit etwa 1300 Einwohnern (2004).

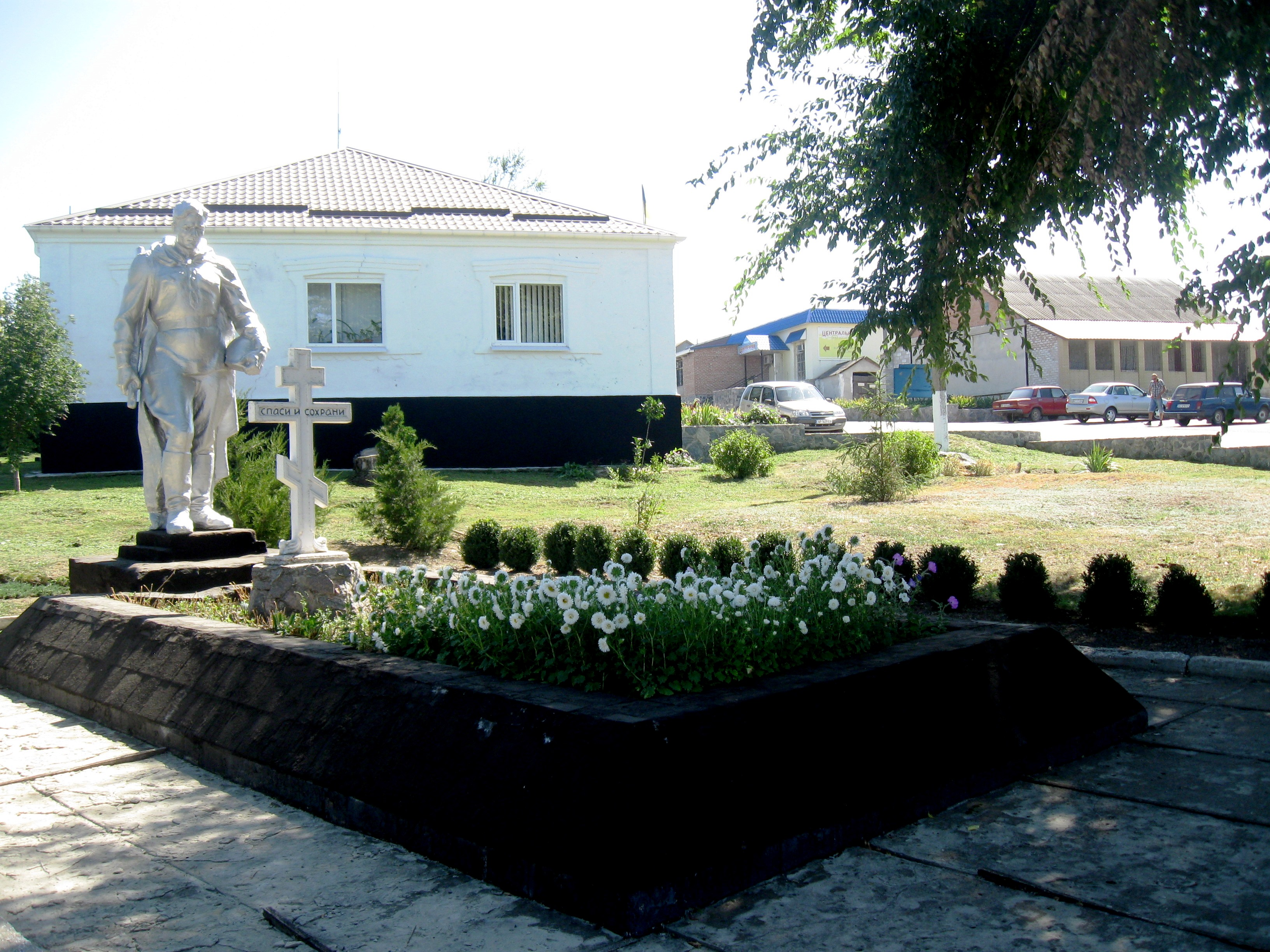
Denkmal im Ort

Das 1857 gegründete Dorf liegt im Asowschen Hochland am rechten Ufer des Flusses Berda und an der Territorialstraße Т–08–15.
Das Dorf liegt 22 km südöstlich vom ehemaligen Rajonzentrum Kamjanka und das Oblastzentrum Saporischschja liegt etwa 140 km nordwestlich von Smyrnowe.

## Verwaltungsgliederung
Am 11. August 2015 wurde das Dorf zum Zentrum der neugegründeten Landgemeinde Smyrnowe (Смирновська сільська громада/Smyrnowska silska hromada). Zu dieser zählten auch die 7 in der untenstehenden Tabelle aufgelisteten Dörfer, bis dahin bildete es zusammen mit den Dörfern Oleksijiwka und Werschyna Druha die gleichnamige Landratsgemeinde Smyrnowe (Смирновська сільська рада/Smyrnowska silska rada) im Südwesten des Rajons Bilmak.
Am 17. Juli 2020 kam es im Zuge einer großen Rajonsreform zum Anschluss des Rajonsgebietes an den Rajon Polohy.
Folgende Orte sind neben dem Hauptort Smyrnowe Teil der Gemeinde:
| Name                     | Name              | Name                                  |
| ukrainisch transkribiert | ukrainisch        | russisch                              |
| ------------------------ | ----------------- | ------------------------------------- |
| Dibrowa                  | Діброва           | Диброва (Dibrowa)                     |
| Oleksijiwka              | Олексіївка        | Алексеевка (Alexejewka)               |
| Selenyj Haj              | Зелений Гай       | Зелёный Гай (Seljony Gai)             |
| Sraskowe                 | Зразкове          | Зразковое (Sraskowoje)                |
| Tytowe                   | Титове            | Титово (Titowo)                       |
| Werchnjodrahunske        | Верхньодрагунське | Верхнедрагунское (Werchnedragunskoje) |
| Werschyna Druha          | Вершина Друга     | Вершина Вторая (Werschina Wtoraja)    |